# La Croix-en-Brie
La Croix-en-Brie là một xã ở tỉnh Seine-et-Marne, thuộc vùng Île-de-France ở miền bắc nước Pháp.

## Dân số
Người dân ở La Croix-en-Brie được gọi là Crucibriards.
At the 1991 census, the village had a population of 651.